# Tallkrogens vattenreservoar

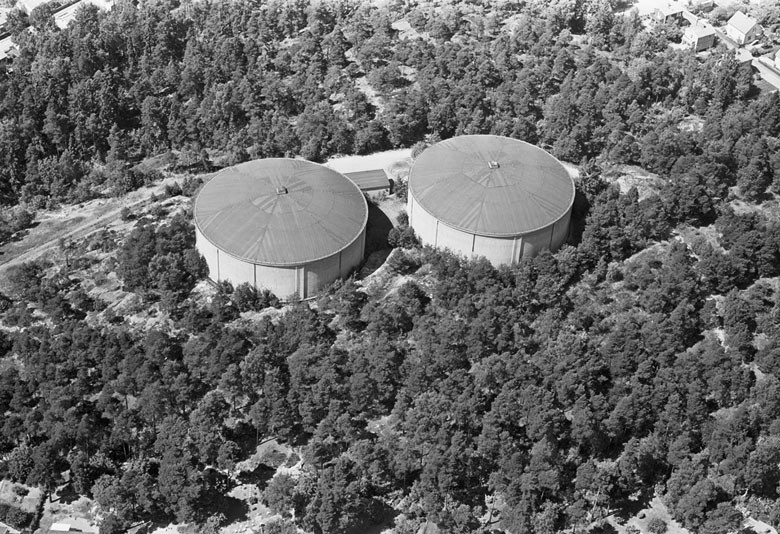
Tallkrogens vattenreservoarer 1968.

Tallkrogens vattenreservoar (även Tallkrogens vattentorn)  är en reservoar för dricksvatten belägen i östra delen av Svedmyraskogen i stadsdelen Tallkrogen i södra Stockholm. 
En stadsplan för området vann laga kraft 1934. I den avsattes ett område för "allmänt ändamål" på Svedmyraskogens högsta punkt som här låg på cirka 50 meter över havet. Det dröjde dock till 1957 innan bygget stod färdigt. Det rör sig om en så kallad markreservoar, där cisternen står direkt på marken. Anläggningen består av två separata, cirkulära betongbehållare med en sammanlagd volym på 35 100 m³, högsta vattennivån är 61,05 meter över havet. År 2013-2014 utfördes en omfattande renovering av de båda tornen som drivs av Stockholm Vatten.
I Söderort finns ytterligare några av Stockholm Vattens vattenreservoarer: Högdalsreservoaren, Sätra vattentorn, Stuvsta vattentorn och Nybohovs vattenreservoar. De säkrade tillsammans med Tallkrogens vattenreservoar vattentrycket och vattenmängden när de södra ytterområdena av Stockholm  byggdes ut under 1950- och 1960-talen. Vattnet kommer från Norsborgsverket vid Mälaren.